# Хмеленко Григорій
Григорій Хмеленко, або Гриць Хмеленко (1897, хут. Хмарин біля м. Лозової — 4 вересня 1920, поблизу с. Медуха, ЗОУНР) — військовий діяч; командир Богдано-Дорошенківського куреня 1-ї Запорозької дивізії, хорунжий 3-ї сотні («Богданівської», «Богдано-Дорошенківської») полку Чорних запорожців.

## Біографія
Гриць Хмеленко народився в 1897 році на хуторі Хмарин біля м. Лозової (Катеринославської губернії, нині — Харківської области, Україна). Після закінчення гімназії в Лозовій в 1915 році брав участь у Першій світовій війні.
У липні 1917 року приєднався до полку імени Гетьмана Дорошенка, де він енергійно працював по організації Українського війська.
Останній бій Гриця Хмеленка відбувся під с. Медухою в Галичині (до 17 липня 2020 — Галицького, нині — Івано-Франківського району Івано-Франківської области, Україна) 4 вересня 1920 року. Зі спогадів Максима Ломацького:

| «Лава за лавою підступали москалі. Градом куль засипали їх оборонці наших позицій, і ворожі лави, як хвилі, зустрінувши опір, відходили назад, то знову набігали. Гриць як вихор літав з одного кінця своєї позиції на другий, давав відповідні розпорядження та, підбадьорюючи козаків, слідкував за полем бою. А поле ревіло, як пекло. Ворог, збільшивши інтенсивність вогню, пустив свіжі резерви, і наша лава, стомлена кількаденними боями, крок за кроком стала відходити. Ззаду було село, а далі – холодні хвилі Дністра. – Краще вмерти тут всім, як перепливати Дністер, – крикнув Гриць, вискочивши вперед куреня. Як електричний пруд пройшов по лаві, залунало “Слава!”, і, напруживши останні сили, курінь пішов на багнети… Не витримали москалі цього раптового переходу від (нашого) відступу до атаки і покотились назад. – Слава! Слава! – кричав Гриць, біжачи попереду. – Тікають… тіка… Гостра ворожа куля, врізавшись у голову, не дала докінчити останнього слова, червона кров залила його очі. Відлетіла його шляхетна душа. Не стало дорогого життя для України, воно було віддано за перемогу… Сумно неслися згуки похоронного маршу 6 вересня в м. Станиславові, сумно відбивала кроки по камінню його вулиць сотня Богдано-Дорошенківців, що прийшла віддати останню шану своєму батькові і провадити його до місця вічного спочинку. Болюче відбилася остання сальва в серцях тих, хто його любив та поважав, і запалила в них жагу помсти за його кров. Прийняла українська земля свій дорогий скарб та заховала його глибоко в своїх грудях.» |
Похований 6 вересня 1920 року на Станиславівському цвинтарі на вулиці Сапіжинській (нині на цьому місці — Івано-Франківський меморіальний сквер; позаду Івано-Франківського державного музично-драматичного театру ім. Івана Франка).

## Вшанування пам'яті
Його прізвище, поруч з іншими, зазначено на меморіальній плиті в капличці на Меморіальному цвинтарі Івано-Франківського меморіального скверу.